# Paphiopedilum godefroyae
Paphiopedilum godefroyae (God.-Leb.) Stein, 1892  è una pianta della famiglia delle Orchidacee, originaria del sud-est asiatico.

## Descrizione
È un'orchidea di piccole dimensioni, terricola o litofita, con foglie lineari-oblunghe verde chiaro screziate di verde scuro e rossicce nella pagina inferiore. La fioritura è molto lunga e può avvenire praticamente in qualsiasi periodo dell'anno; è costituita da uno o due fiori su uno stelo eretto, tomentoso, alto fino a 10 centimetri e di colore che dal verde pallido passa al viola. I fiori sono grandi da 5 a 7 centimetri sono bianchi con macchie rosso porpora; come in tutto il genere Paphiopedilum il labello è sacciforme.

## Distribuzione e habitat
La specie è originaria delle basse terre del sud-est asiatico, in particolare della parte peninsulare della Thailandia, dove cresce in zone piane o in spaccature di rocce dove si sia accumulato humus, fino non più di 50 metri sul livello del mare.

## Coltivazione
Questa pianta richiede terriccio fertile e irrigazione tutto l'anno, l'esposizione ideale è a mezz'ombra ma tollera il pieno sole.